# فریدریش آلتریختر
فریدریش آلتریختر (به آلمانی: Friedrich Altrichter) (۳ سپتامبر ۱۸۹۰ – ۱۰ دسامبر ۱۹۴۸) یک نظامی آلمانی در دوره امپراتوری آلمان، جمهوری وایمار و رایش سوم بود که فرماندهی واحدهای مختلفی را در جنگ جهانی دوم بر عهده داشت.
ترفیع درجه
- ۱۸ اوت ۱۹۱۱: ستوان دوم
- ۱۸ اوت ۱۹۱۵: ستوان یکم
- ۲۰ سپتامبر ۱۹۱۸: سروان
- ۱ دسامبر ۱۹۳۱: سرگرد
- ۱ اکتبر ۱۹۳۴: سرهنگ دوم
- ۱ آوریل ۱۹۳۷: سرهنگ
- ۱ آوریل ۱۹۴۱: سرتیپ
- ۱ آکریل ۱۹۴۳: سرلشکر

او در ماه مارس سال ۱۹۱۰ در شویدنگتسا به ارتش پادشاهی پروس پیوست و در زمره نیروهای تیپ گرندیر فریدریش ویلهلم دوم قرار گرفت.